# Decaspermum parviflorum
Decaspermum parviflorum là một loài thực vật có hoa trong Họ Đào kim nương. Loài này được (Lam.) A.J.Scott mô tả khoa học đầu tiên năm 1979.